# Roland Dickgießer
Roland Dickgießer (* 9. November 1960 in Bruchsal) ist ein ehemaliger deutscher Fußballspieler.

## Sportliche Laufbahn

### Vereinskarriere
Roland Dickgießer verbrachte zwischen 1978 und 1994 seine gesamte Profilaufbahn beim SV Waldhof Mannheim. Sein Name steht auch heute noch für die erfolgreichsten Zeiten der Kurpfälzer. Zum Waldhof war er mit 16 Jahren vom TSV Langenbrücken gewechselt.
1983 gelang Dickgießer mit den Waldhöfern der Aufstieg in die Bundesliga, in der er bis zum Abstieg im Jahr 1990 als Führungsspieler agierte. Beste Platzierung war im Jahr 1985 der sechste Platz, bei dem die Mannschaft von Klaus Schlappner nur knapp die Teilnahme am UEFA-Pokal verfehlte. Ein Jahr später erreichte Dickgießer mit Waldhof Mannheim das Halbfinale im DFB-Pokal, unterlag allerdings dem FC Bayern München.

### Auswahleinsätze
Als Spieler der bundesdeutschen U-21 Nationalelf erreichte Dickgießer 1982 das EM-Endspiel. In den beiden Finalpartien gegen die Auswahl Englands wurde er aber nicht eingesetzt.
Mit der Olympiaauswahl des DFB nahm er am olympischen Fußballturnier 1984 teil und wurde in der Endrunde beim Viertelfinalaus in einem Spiel eingesetzt. Bei der 0:1-Niederlage gegen die brasilianischen Olympioniken wurde Dickgießer sechs Minuten vor Spielende für Manfred Bockenfeld eingewechselt.

### Statistik
- 1. Bundesliga: 208 Spiele (7 Tore)
- 2. Bundesliga: 254 Spiele (11 Tore)

## Trainerlaufbahn
Als Trainer betreute er unter anderen die zweite Mannschaft der TSG 1899 Hoffenheim, wo er nach der Entlassung von Hansi Flick im Jahr 2005 auch als Interimstrainer der Regionalligamannschaft (nach einem Monat abgelöst durch Lorenz-Günther Köstner) tätig war. Bis 2011 war Dickgießer Trainer des Oberligisten FC-Astoria Walldorf. Parallel arbeitet er bei dem Walldorfer Software-Hersteller SAP und ist seit Februar 2016 sportlicher Leiter des FC-Astoria Walldorf.

## Trivia
Roland Dickgießer ist Ehrenspielführer des SV Waldhof Mannheim.